# Tschammerpokal 1935
In 1935 vond de eerste editie van de Tschammerpokal plaats, de voorloper van de huidige DFB-Pokal. De beker werd genoemd naar Hans von Tschammer und Osten.
De beker werd gespeeld tussen 6 januari en 8 december 1935. Er namen 4100 clubs van de Kreisklasse tot de Gauliga deel. In de eerste ronde namen 2952 clubs uit de Kreisklasse het tegen elkaar op. De winnaars gingen naar de tweede ronde, waar ook 1000 clubs uit de Bezirksklassen erbij kwamen. De eerste van drie hoofdronden begon op 11 mei met vier regionale groepen en waarin ook voor het eerst eersteklassers aan deelnamen. De kampioen van de Gauliga kreeg een bye voor deze ronde.
Bij een gelijkspel na verlengingen werd een replay gespeeld.
1. FC Nürnberg werd de eerste Duitse bekerwinnaar.

## Eindronde

### Eerste ronde
De eerste ronde werd op 1 september 1935 gespeeld, de replays op 8 september.
| Thuisploeg                   |   | Uitploeg                | Uitslag             | Stad, Stadion                                   |
| ---------------------------- | - | ----------------------- | ------------------- | ----------------------------------------------- |
| Eintracht Bad Kreuznach      | – | SV Waldhof Mannheim     | 0:1 (0:0)           | Bad Kreuznach, Eintracht-Platz                  |
| SpVgg Masovia Lyck           | – | Tilsiter SC             | 7:3 (5:2)           | Lyck, Masovia-Platz                             |
| Stettiner SC                 | – | Minerva 93 Berlin       | 0:1 (0:1)           | Stettin, Richard-Lindemann-Platz                |
| Vorwärts-Rasensport Gleiwitz | – | Breslauer FV 06         | 9:1 (4:0)           | Gleiwitz, Sportplatz im Wilhelmspark            |
| SC Vorwärts Breslau          | – | BC Hartha               | 3:1 (2:0)           | Breslau, Vorwärts-Platz an der 51er Straße      |
| Dresdner Sportfreunde        | – | SV Klettendorf          | 6:1 (2:1)           | Dresden, Sportfreunde-Platz Bärnsdorfer Straße  |
| SVG Göttingen 07             | – | FC Schalke 04           | 1:5 (0:3)           | Göttingen, Stadion am Sandweg                   |
| Union 05 Recklinghausen      | – | VfL Benrath             | 0:5 (0:2)           | Recklinghausen, Union-Platz                     |
| Sportring Gevelsberg         | – | VfR Köln 04 rrh.        | 2:5 (0:2)           | Gevelsberg, Sportring-Platz                     |
| SV Hamborn 07                | – | SpVgg Herten            | 1:2 (0:1)           | Hamborn, Platz an der Buschstraße               |
| Fortuna Düsseldorf           | – | Kölner SC 1899          | 5:0 (3:0)           | Düsseldorf, Fortuna-Platz                       |
| CfR 1899 Köln                | – | Hannover 96             | 3:4 n.V. (3:3, 1:3) | Keulen, Platz an der Amsterdamer Straße         |
| FC Hanau 93                  | – | SC Eintracht Windecken  | 5:1 (1:1)           | Hanau, Stadion Aschaffenburger Straße           |
| Spielverein 06 Kassel        | – | Phönix Ludwigshafen     | 2:1 (1:0)           | Kassel, SV-Platz                                |
| Elsterberger BC              | – | 1. SV Jena              | 4:4 n.V. (4:4, 1:2) | Elsterberg, BC-Platz                            |
| VfB Leipzig                  | – | 1. FC Nürnberg          | 1:2 (0:1)           | Leipzig, VfB-Stadion                            |
| VfL Bitterfeld               | – | Hertha BSC              | 1:2 n.V. (1:1, 1:1) | Bitterfeld, VfL-Platz                           |
| SV Merseburg 99              | – | PSV Chemnitz            | 2:4 (0:1)           | Merseburg, SV-Platz                             |
| Holstein Kiel                | – | SV Nordring Stettin     | 7:1 (2:0)           | Kiel, Holstein-Stadion                          |
| SC Victoria Hamburg          | – | Berolina-LSC Berlin     | 1:2 (0:0)           | Hamburg, Victoria-Stadion Hoheluft              |
| Eimsbütteler TV              | – | Hamburg-Eimsbütteler BC | 7:0 (2:0)           | Lokstedt, ETV-Platz                             |
| Eintracht Braunschweig       | – | Reichsbahn SV Berlin    | 6:3 (2:1)           | Braunschweig, Leu-Platz                         |
| Werder Bremen                | – | Hamburger SV            | 4:5 (3:2)           | Bremen, Weserstadion                            |
| Germania Fulda               | – | SpVgg Fürth             | 1:5 (0:4)           | Fulda, Germania-Platz                           |
| VfR Wormatia Worms           | – | FC Egelsbach            | 3:0 (2:0)           | Worms, Stadion an der Alzeyer Straße            |
| VfR Mannheim                 | – | FV Homburg              | 5:3 (2:1)           | Mannheim, VfR-Platz an den Brauereien           |
| VfB Bretten                  | – | Freiburger FC           | 1:3 (1:1)           | Bretten, Platz des FV                           |
| Karlsruher FV                | – | SportVg Feuerbach       | 0:1 (0:0)           | Karlsruhe, KFV-Stadion an der Telegrafenkaserne |
| VfB Stuttgart                | – | BC Augsburg             | 3:4 n.V. (3:3, 0:1) | Stuttgart, Platz bei den drei Pappeln           |
| 1. FC Schweinfurt 05         | – | SV 08 Steinach          | 4:0 (1:0)           | Schweinfurt, Platz des 1. FC                    |
| Ulmer FV 1894                | – | FC Bayern München       | 5:4 n.V. (4:4, 1:1) | Ulm, Platz des FV                               |
| VfB Königsberg               | – | Bye                     |                     |                                                 |
| Replay                       |   |                         |                     |                                                 |
| 1. SV Jena                   | – | Elsterberger BC         | 4:2 (1:1)           | Jena, Platz des 1. SV                           |

### Tweede ronde
De tweede ronde werd op 22 september 1935 gespeeld.
| Thuisploeg             |   | Uitploeg                     | Uitslag   | Stad, Stadion                                  |
| ---------------------- | - | ---------------------------- | --------- | ---------------------------------------------- |
| VfB Königsberg         | – | SpVgg Masovia Lyck           | 0:1 (0:0) | Koningsbergen, VfB-Platz Maraunenhof           |
| Berolina-LSC Berlin    | – | Vorwärts Rasensport Gleiwitz | 3:2 (1:1) | Berlijn, Sportplatz Kynaststraße               |
| SC Vorwärts Breslau    | – | Minerva 93 Berlin            | 2:4 (0:3) | Breslau, Vorwärts-Platz an der 51er Straße     |
| Dresdner Sportfreunde  | – | Hertha BSC                   | 1:0 (1:0) | Dresden, Sportfreunde-Platz Bärnsdorfer Straße |
| PSV Chemnitz           | – | 1. FC Schweinfurt 05         | 4:2 (2:2) | Chemnitz, PSV-Platz                            |
| Hamburger SV           | – | Fortuna Düsseldorf           | 1:4 (0:1) | Hamburg, Rothenbaum-Stadion                    |
| Eintracht Braunschweig | – | 1. SV Jena                   | 7:0 (2:0) | Braunschweig, Eintracht-Stadion                |
| Hannover 96            | – | Holstein Kiel                | 4:3 (0:3) | Hannover, Stadion am Bischofsholer Damm        |
| FC Schalke 04          | – | Spielverein 06 Kassel        | 8:0 (4:0) | Gelsenkirchen, Glückauf-Kampfbahn              |
| SpVgg Herten           | – | FC Hanau 93                  | 1:4 (0:1) | Herten, Kampfbahn Katzenbusch                  |
| VfL Benrath            | – | Eimsbütteler TV              | 5:3 (2:1) | Düsseldorf, VfL-Platz an der Münchener Straße  |
| VfR Köln 04 rrh.       | – | SpVgg Fürth                  | 0:2 (0:0) | Keulen, Sportpark Höhenberg                    |
| SV Waldhof Mannheim    | – | Wormatia Worms               | 5:1 (3:0) | Mannheim, Stadion am Alsenweg                  |
| Freiburger FC          | – | SV Feuerbach                 | 3:0 (0:0) | Freiburg im Breisgau, Möslestadion             |
| BC Augsburg            | – | VfR Mannheim                 | 2:3 (0:0) | Augsburg, BC-Stadion                           |
| 1. FC Nürnberg         | – | Ulmer FV 1894                | 8:0 (5:0) | Neurenberg, Zabo                               |

### 1/8ste finale
De 1/8ste finale werd op 27 oktober 1935 gespeeld, de wedstrijd Mannheim-Benrath op 3 november.
| Thuisploeg            |   | Uitploeg               | Uitslag   | Stad, Stadion                                  |
| --------------------- | - | ---------------------- | --------- | ---------------------------------------------- |
| SC Minerva Berlin     | – | Eintracht Braunschweig | 4:2 (2:1) | Berlijn, Poststadion                           |
| Dresdner Sportfreunde | – | SpVgg Masovia Lyck     | 2:1 (1:1) | Dresden, Sportfreunde-Platz Bärnsdorfer Straße |
| PSV Chemnitz          | – | 1. FC Nürnberg         | 1:3 (1:3) | Chemnitz, PSV-Platz                            |
| Hannover 96           | – | FC Schalke 04          | 2:6 (1:3) | Hannover, Hindenburg-Kampfbahn                 |
| Fortuna Düsseldorf    | – | SV Waldhof Mannheim    | 0:3 (0:3) | Düsseldorf, Fortuna-Platz                      |
| FC Hanau 93           | – | Berolina-LSC Berlin    | 5:1 (2:1) | Hanau, Stadion Aschaffenburger Straße          |
| SpVgg Fürth           | – | Freiburger FC          | 2:3 (0:0) | Fürth, Ronhof                                  |
| VfR Mannheim          | – | VfL Benrath            | 2:3 (0:0) | Mannheim, Platz an den Brauereien              |

### Kwartfinale
De kwartfinale werd op 10 november 1935 gespeeld.
| Thuisploeg          |   | Uitploeg              | Uitslag   | Stad, Stadion                      |
| ------------------- | - | --------------------- | --------- | ---------------------------------- |
| VfL Benrath         | – | FC Schalke 04         | 1:4 (0:1) | Düsseldorf, Rheinstadion           |
| SV Waldhof Mannheim | – | Dresdner Sportfreunde | 1:0 (1:0) | Mannheim, Stadion                  |
| Freiburger FC       | – | FC Hanau 93           | 2:1 (0:0) | Freiburg im Breisgau, Möslestadion |
| 1. FC Nürnberg      | – | SC Minerva Berlin     | 4:1 (3:0) | Neurenberg, Städtisches Stadion    |

### Halve finale
De halve finale werd op 24 november 1935 gespeeld.
| Thuisploeg     |   | Uitploeg            | Uitslag   | Stad, Stadion                   |
| -------------- | - | ------------------- | --------- | ------------------------------- |
| FC Schalke 04  | – | Freiburger FC       | 6:2 (3:1) | Dortmund, Rote Erde             |
| 1. FC Nürnberg | – | SV Waldhof Mannheim | 1:0 (0:0) | Neurenberg, Städtisches Stadion |

### Finale
De wedstrijd werd op 8 december 1935 voor 60.000 toeschouwers gespeeld in het Rheinstadion te Düsseldorf.
| Thuisploeg     |   | Uitploeg      | Uitslag   | Stad, Stadion            |
| -------------- | - | ------------- | --------- | ------------------------ |
| 1. FC Nürnberg | – | FC Schalke 04 | 2:0 (0:0) | Düsseldorf, Rheinstadion |

Tschammerpokal:
1935 · 
1936 · 
1937 · 
1938 · 
1939 ·
1940 · 
1941 · 
1942 · 
1943 

DFB-Pokal:
1952/53 · 
1953/54 · 
1954/55 · 
1955/56 · 
1956/57 · 
1957/58 · 
1958/59 · 
1959/60 · 
1960/61 · 
1961/62 · 
1962/63 · 
1963/64 · 
1964/65 · 
1965/66 · 
1966/67 · 
1967/68 · 
1968/69 · 
1969/70 · 
1970/71 · 
1971/72 · 
1972/73 · 
1973/74 · 
1974/75 · 
1975/76 · 
1976/77 · 
1977/78 · 
1978/79 · 
1979/80 · 
1980/81 · 
1981/82 · 
1982/83 · 
1983/84 · 
1984/85 · 
1985/86 · 
1986/87 · 
1987/88 · 
1988/89 · 
1989/90 · 
1990/91 · 
1991/92 · 
1992/93 ·
1993/94 · 
1994/95 · 
1995/96 · 
1996/97 · 
1997/98 · 
1998/99 · 
1999/00 · 
2000/01 · 
2001/02 ·
2002/03 · 
2003/04 ·
2004/05 · 
2005/06 ·
2006/07 · 
2007/08 ·
2008/09 ·
2009/10 · 
2010/11 ·
2011/12 ·
2012/13 ·
2013/14 ·
2014/15 ·
2015/16 ·
2016/17 ·
2017/18 ·
2018/19 ·
2019/20 ·
2020/21 .
2021/22 ·
2022/23 ·
2023/24 .
2024/25